# Solomon Udo
Solomon Udo (en armenio: Սոլոմոն Իմե Ուդո; Ikot Ekpene, 15 de julio de 1995) es un futbolista nigeriano, nacionalizado armenio, que juega en la demarcación de centrocampista para el Al-Arabi S. C. de la Primera División Saudí.

## Selección nacional
Hizo su debut con la selección de fútbol de Armenia el 14 de octubre de 2020. Lo hizo en un partido de la Liga de las Naciones de la UEFA contra Estonia que finalizó con un resultado de empate a uno tras el gol de Kamo Hovhannisyan para Armenia, y de Rauno Sappinen para Estonia.

## Clubes
| Club                     | País           | Año       | Partidos | Goles |
| ------------------------ | -------------- | --------- | -------- | ----- |
| K. A. S. Eupen           | Bélgica        | 2013-2014 | 0        | 0     |
| F. C. Ararat Ereván      | Armenia        | 2015      | 0        | 0     |
| Ulisses F. C.            | Armenia        | 2015-2016 | 13       | 0     |
| Shirak S. C.             | Armenia        | 2016-2018 | 80       | 6     |
| F. C. Urartu             | Armenia        | 2018-2019 | 32       | 2     |
| Shirak S. C.             | Armenia        | 2019-2020 | 26       | 3     |
| F. C. Ararat Ereván      | Armenia        | 2020-2021 | 11       | 0     |
| F. C. Shakhter Karagandá | Kazajistán     | 2021      | 19       | 0     |
| F. C. Atyrau (cedido)    | Kazajistán     | 2021      | 8        | 0     |
| F. C. Ararat-Armenia     | Armenia        | 2022-2023 | 40       | 0     |
| F. C. Caspiy             | Kazajistán     | 2023      | 8        | 0     |
| F. C. Pyunik             | Armenia        | 2024-2025 | 46       | 0     |
| Al-Arabi S. C.           | Arabia Saudita | 2025-     |          |       |

## Palmarés

### Campeonatos nacionales
| Título                  | Club         | País    | Año  |
| ----------------------- | ------------ | ------- | ---- |
| Copa de Armenia         | Shirak S. C. | Armenia | 2017 |
| Supercopa de Armenia    | Shirak S. C. | Armenia | 2017 |
| Liga Premier de Armenia | F. C. Pyunik | Armenia | 2024 |